# فوربس نوریس
فوربس نوریس (به انگلیسی: Forbes Norris) (زادهٔ ۱ مهٔ ۱۹۲۸) شناگر اهل ایالات متحده آمریکا بود.